# Lophocampa angulifera
Lophocampa angulifera är en fjärilsart som beskrevs av Walker 1866. Lophocampa angulifera ingår i släktet Lophocampa och familjen björnspinnare. Inga underarter finns listade i Catalogue of Life.